# Forrest Gregg
Alvis Forrest Gregg (Birthright, Texas, 18 de octubre de 1933 - Colorado Springs, Colorado, 12 de abril de 2019), más conocido como Forrest Gregg, fue un jugador profesional estadounidense de fútbol americano que se desempeñó en la posición de offensive tackle en la National Football League (NFL). Es miembro del Salón de la Fama del Fútbol Americano Profesional.

## Carrera
Gregg jugó como profesional catorce temporadas en Green Bay Packers (1956, 1958-1970), después pasó a Dallas Cowboys, donde jugó una temporada (1971), y fue el equipo en el que se retiró.

## Reconocimiento
El 30 de julio de 1977, ingresó como miembro al Salón de la Fama del Fútbol Americano Profesional.